# Alfred William Alcock
Pour les articles homonymes, voir Alcock.
Alfred William Alcock est un naturaliste britannique, né le 23 juin 1859 à Bombay et mort le 24 mars 1933 à Belvedere (Kent).

## Biographie
Alcock est le fils d'un capitaine de vaisseau. Il fait ses études à Londres et retourne en Inde à l'âge de 17 ans.
Il commence des études de médecine à l'université d'Aberdeen en 1881. Quatre ans plus tard, il rejoint le Service médecin indien et part pour l'Inde en 1886. Il sert à bord du vaisseau de recherche Investigator en 1888 quand il devient médecin-naturaliste pour le compte du Service maritime indien. Il travaille également au Muséum de Calcutta. Il s'intéresse principalement aux poissons, aux décapodes et aux coraux. En 1897, il retourne au Royaume-Uni définitivement. Il devient membre de la Royal Society en 1901 et publie ses mémoires sous le titre de A Naturalist in Indian Seas en 1902.
Plusieurs espèces lui ont été dédiées, notamment :
- un némertien Bathynemertes alcocki par Frank Fortesque Laidlaw (1876-1963) en 1906.
- un annélide, Sabellaria alcocki par Charles Joseph Gravier (1865-1937) en 1906.
- un échinoderme Pourtalesia alcocki par Jean Baptiste François René Koehler (1860-1931) en 1914.
- les décapodes Aristeus alcocki par M.M. Ramadan en 1938 et Pasiphaea alcocki par James Wood-Mason (1846-1893) et A.W. Alcock en 1891.

## Source
- Traduction de l'article de langue anglaise de Wikipédia (version du 5 février 2005).